# Sathrobrota
Anatrachyntis là một chi bướm đêm thuộc họ Cosmopterigidae.